# 加达尔普尔
加达尔普尔（Gadarpur），是印度北阿坎德邦Udham Singh Nagar县的一个城镇。总人口13638（2001年）。

## 人口
该地2001年总人口13638人，其中男性7305人，女性6333人；0—6岁人口2243人，其中男1270人，女973人；识字率64.49%，其中男性为68.87%，女性为59.43%。